# Liste des espèces susceptibles d'occasionner des dégâts en France
Liste nationale française, fixant la liste des espèces susceptibles d'occasionner des dégâts (ESOD) au niveau départemental, par un arrêté préfectoral. La notion d'organisme nuisible étant contestée, elle remplace en 2019 la liste d'espèces d'animaux susceptibles d'être classés nuisibles.

## Liste des espèces susceptibles d'occasionner des dégâts
On distingue 3 catégories d'ESOD.

### Espèces envahissantes
- Chien viverrin (Nyctereutes procyonoides)
- Raton laveur (Procyon lotor)
- Vison d'Amérique (Neovison vison)
- Ragondin (Myocastor coypus)
- Rat musqué (Ondatra zibethicus)
- oie Bernache du Canada (Branta canadensis)

### Espèces indigènes
Espèces mentionnées dans l'arrêté du 3 août 2023 du code de l'environnement, :
- Mammifères
  - Belette d'Europe (Mustela nivalis)
  - Fouine (Martes foina)
  - Martre des pins (Martes martes)
  - Renard roux (Vulpes vulpes)
- Oiseaux 
  - Corbeau freux (Corvus frugilegus)
  - Corneille noire (Corvus corone)
  - Étourneau sansonnet (Sturnus vulgaris)
  - Geai des chênes (Garrulus glandarius)
  - Pie bavarde (Pica pica)

### ESOD conditionnels selon le département
- sanglier (Sus scrofa)
- lapin de garenne (Oryctolagus cuniculus)
- pigeon ramier (Columba palumbus)

## Histoire
Certaines espèces classées nuisibles en France étaient protégées dans d'autres pays d'Europe, comme la martre des pins ou le corbeau freux. Cette liste a donc donné lieu a des débats et modifications successives.
Fixée par arrêté du 30 septembre 1988, elle a été modifiée le 21 mars 2002, puis rétablie le 6 novembre 2002, le 2 décembre 2008, 18 mars 2009 et puis considérablement réduite en 2012.
Les conditions de destruction des espèces indigènes d'animaux classés nuisibles sont fixées par l'arrêté du 30 juin 2015 du code de l'environnement fixant la liste, les périodes et les modalités de destruction des espèces d'animaux classées nuisibles.
En 2019, elles sont remplacées par la liste, les périodes et les modalités de destruction des espèces susceptibles d'occasionner des dégâts.

### Animaux susceptibles d'être classés ESOD en France

#### Liste en avril 2012
Sous conditions bien précises, sont concernées les espèces suivantes :
- Mammifères
  - Lapin de garenne (Oryctolagus cuniculus)
  - Sanglier (Sus scrofa)
- Oiseau
  - Pigeon ramier (Columba palumbus)

#### Listes antérieures
La liste d'origine est fixée par arrêté du 30 septembre 1988 et modifications apportées en 2002, 2008 et 2009 :
- Mammifères
  - Belette (Mustela nivalis), supprimé par arrêté du 2 décembre 2008[6], puis rétabli par l'arrêté du 18 mars 2009
  - Chien viverrin (Nyctereutes procyonoides)
  - Fouine (Martes foina)
  - Lapin de garenne (Oryctolagus cuniculus)
  - Martre (Martes martes), supprimé par arrêté du 2 décembre 2008[6], puis rétabli par l'arrêté du 18 mars 2009
  - Putois (Mustela putorius putorius), supprimé de la liste par l'arrêté du 21 mars 2002[10], puis rétabli par l'arrêté du 6 novembre 2002[6], et supprimé de nouveau par une décision du conseil d'état en 2021[9]
  - Ragondin (Myocastor coypus)
  - Rat musqué (Ondatra zibethicus)
  - Raton laveur (Procyon lotor)
  - Renard (Vulpes vulpes)
  - Sanglier (Sus scrofa)
  - Vison d'Amérique (Neovison vison)

- Oiseaux
  - Corbeau freux (Corvus frugilegus) (espèce promue "oiseau de l'année 1986" en Allemagne, protégée dans d'autres pays notamment en Suisse[réf. nécessaire]). Figurant sur la liste rouge de l'UICN, l'espèce est considérée comme vulnérable à l'échelle européenne[11].
  - Corneille noire (Corvus corone)
  - Étourneau sansonnet (Sturnus vulgaris)
  - Geai des chênes (Garrulus glandarius) (espèce protégée dans d'autres pays, notamment en Allemagne, Suisse, Belgique[réf. nécessaire])
  - Pie bavarde (Pica pica)
  - Pigeon ramier ou palombe (Columba palumbus)

#### Discussions à propos de cette liste
Certains oiseaux ou mammifères, classés comme étant nuisibles en France, faisaient l'objet de mesures de protection ou d'interdiction de tir et de chasse dans d'autres pays européens dont la Suisse, l'Allemagne, la République tchèque.
La notion d'animal nuisible n'existe que dans de rares pays[réf. nécessaire].
En 2006, le député Patrick Roy a interpellé le ministère de l'écologie, s'étonnant de l'absence dans cette liste du rat d'égout (Rattus norvegicus) qui d'après lui est bien plus nuisible que le putois (Mustela putorius putorius) qui pourtant figure sur cette liste. Le ministère de l'écologie a répondu en résumé que légalement « les taupes, campagnols, rats et souris ne sont pas du gibier » et que par conséquent ils n'ont pas de statut juridique particulier. Chacune de ces espèces peut donc « faire l'objet de mesures de lutte pour prévenir les dégâts dont elle est à l'origine sans encadrement réglementaire particulier » à condition toutefois que ce soient des « méthodes de lutte sélectives, proportionnées aux dégâts commis et ne constituant pas des mauvais traitements ou actes de cruauté ». En ce qui concerne le putois, chaque Préfet est à même d'apprécier s'ils sont en surnombre ou non dans un département donné, comme pour chacun des animaux de la liste.
« Le tir s’effectue à poste fixe matérialisé de main d’homme, sans être accompagné de chien. Le tir ou le piégeage ne sont autorisés que dans les cultures maraîchères, les vergers et sur les territoires où (...) des actions visant à la conservation et à la restauration des populations de faune sauvage et nécessitant la régulation des prédateurs sont mises en œuvre. Le tir dans les nids est interdit. »
Par un arrêt du Conseil d'Etat du 30 juillet 2014, l’arrêté du 2 août 2012 du ministre de l’écologie, du développement durable et de l’énergie pris pour l’application de l’article R. 427-6 du code de l’environnement et fixant la liste, les périodes et les modalités de destruction des espèces d’animaux classées nuisibles est annulé en tant qu’il inscrit sur cette liste la pie bavarde dans le département de l’Aube, la pie bavarde et la corneille noire dans le département de l’Aude, la belette, la martre et la pie bavarde dans le département du Calvados, la fouine, la pie bavarde et la martre dans le département de la Dordogne, la fouine dans le département de l’Eure-et-Loir, la fouine et la pie bavarde dans le département de l’Isère, le martre dans le département de la Lozère, la pie bavarde dans le département de la Marne, la martre dans le département de la Moselle, la corneille noire dans le département des Pyrénées-Orientales, la fouine dans le département de la Seine-Maritime, la pie bavarde dans le département de la Seine-et-Marne, la pie bavarde et la fouine dans le département du Rhône, le geai des chênes dans le département du Var. 